# 曾梵志
曾梵志（1964年—），中國畫家，出生於湖北省武漢市。1991年畢業于湖北美术学院油画系。

## 生平
2013年，曾梵志創作的《最後的晚餐》（2001年，油彩画布）以1.8044億港元出售。
2018年刘德华邀请其为「My_Love」演唱會的主题海报作画。